# Pierre Audibert
Pour les articles homonymes, voir Audibert.
Pierre Audibert, né le 2 janvier 1941 à Rabat, au Maroc, et décédé le 6 mars 2020 est un journaliste, mathématicien informaticien et enseignant français. Il a enseigné à l'Université Paris-VIII, s'est spécialisé dans l'analyse combinatoire et la géométrie algorithmique et est l'auteur de divers algorithmes.

## Biographie
Il est diplômé ingénieur des Ponts-et-chaussées en 1964,.
Il participe à la création du journal « Libération », devenu journaliste, il couvre au Portugal, en 1974, la Révolution des Œillets. Il publie un livre avec Daniel Brignon, relatant ces évènements : « Portugal : les nouveaux centurions » chez Belfond. Il commence alors à s'intéresser aussi à l'écologie.
En 1978, il publie avec la collaboration de Danielle Rouard, l'ouvrage « Les Énergies du soleil », un panorama complet des expériences solaires à travers le monde,, dans lequel il déclare « les sciences de l’homme ne visent-elles pas uniquement à assurer définitivement la domination des hommes par quelques-uns » (Audibert 1978 :307).
Il reprend ses études en mathématiques, sa première passion. Il est agrégé de maths en 1991, et s'intéresse également à l'informatique et obtient un DEA d’intelligence artificielle à l’université de Paris-VIII, avant l’obtention de son doctorat en 1998. Il devient enseignant-chercheur dans cette université. On le décrit comme pédagogue, rigoureux et bienveillant, et très apprécié des étudiants qu'il a formé pendant environ 20 ans. Son approche pragmatique des mathématiques a permis à de nombreux informaticiens de découvrir, et de maîtriser, des notions complexes, généralement présentées de façon trop abstraite.
En 2008, il est chercheur au Laboratoire d'informatique avancée de Saint-Denis (en 2008) en analyse combinatoire et géométrie algorithmique et grâce à sa maîtrise des outils informatiques, pour lesquels il crée plusieurs algorithmes (dont un appelé Propagation d'un feu de forêt,), il sait utiliser la théorie des nombres, les symétrie et l'esthétique des surfaces algébriques des espaces non-euclidiens pour les représenter dans des images graphiques. Il écrit sur le sujet plusieurs ouvrages de références, dont « Géométrie des pavages », 2013, « Combien ? Mathématiques appliquées à l'informatique » en 3 volumes, 2008, traduit en anglais sous le titre « Mathematics for Informatics and Computer Science » en 2010.
Il décède dans le nord de la France d'un accident de voiture.

### Œuvres

#### En tant que journaliste
- Pierre Audibert et Daniel Brignon, Portugal : les nouveaux centurions, Paris, P. Belfond, 1974, 219 p. (ISBN 2-7144-0202-X, BNF 34563748, lire en ligne)
- Pierre Audibert et Danielle Rouard, Les Énergies du soleil, Paris, Seuil, coll. « Points, Sciences » (no 13), 1978, 316 p. (ISBN 2-02-004826-4, ISSN 0337-8160, lire en ligne)
- Pierre Audibert, Libye : pouvoir des sables, Paris, Éditions du Seuil, coll. « Microcosme. Petite planète » (no 56), 1979, 188 p. (ISSN 0152-9633, BNF 34618193, lire en ligne)

#### En tant que mathématicien
- Pierre Audibert (dir.), Calcul, chaos, modulo, Paris 8, 1998 (présentation en ligne) — Thèse de doctorat.
- Pierre Audibert, Combien ? Mathématiques appliquées à l'informatique, vol. 1 : Algorithmes et théorie en combinatoire, Paris, Hermès science publications-Lavoisier, 2008, 413 p. (ISBN 978-2-7462-2200-7, BNF 41427775)
- Pierre Audibert, Combien ? Mathématiques appliquées à l'informatique, vol. 2 : Algorithmes et théorie des probabilités, Paris, Hermès science publications-Lavoisier, 2008, 259 p. (ISBN 978-2-7462-2201-4, BNF 41427775)
- Pierre Audibert, Combien ? Mathématiques appliquées à l'informatique, vol. 3 : Algorithmes et théorie des graphes, Paris, Hermès science publications-Lavoisier, 2008, 286 p. (ISBN 978-2-7462-2202-1, BNF 41427775)
  - Traduction en anglais des 3 volumes, réunis : (en) Pierre Audibert, Mathematics for Informatics and Computer Science, London, Hoboken, ISTE, John Wiley & Sons, 2010 (ISBN 978-1-84821-196-4, DOI 10.1002/9781118557938)
- Pierre Audibert, Géométrie des pavages : de la conception à la réalisation sur ordinateur, Paris, Hermès science publications-Lavoisier, 2013, 413 p. (ISBN 978-2-7462-4503-7, BNF 43563163)
- Pierre Audibert, Algorithmes et théorie des nombres : cours, exercices corrigés, avec programmes en langage C, Paris, Ellipses, coll. « Références sciences », 2013, 432 p. (ISBN 978-2-7298-8672-1, BNF 43822349)

- Pierre Audibert, « Simulation d'un feu de forêt », sur pierreaudibert.fr